# Monogynia

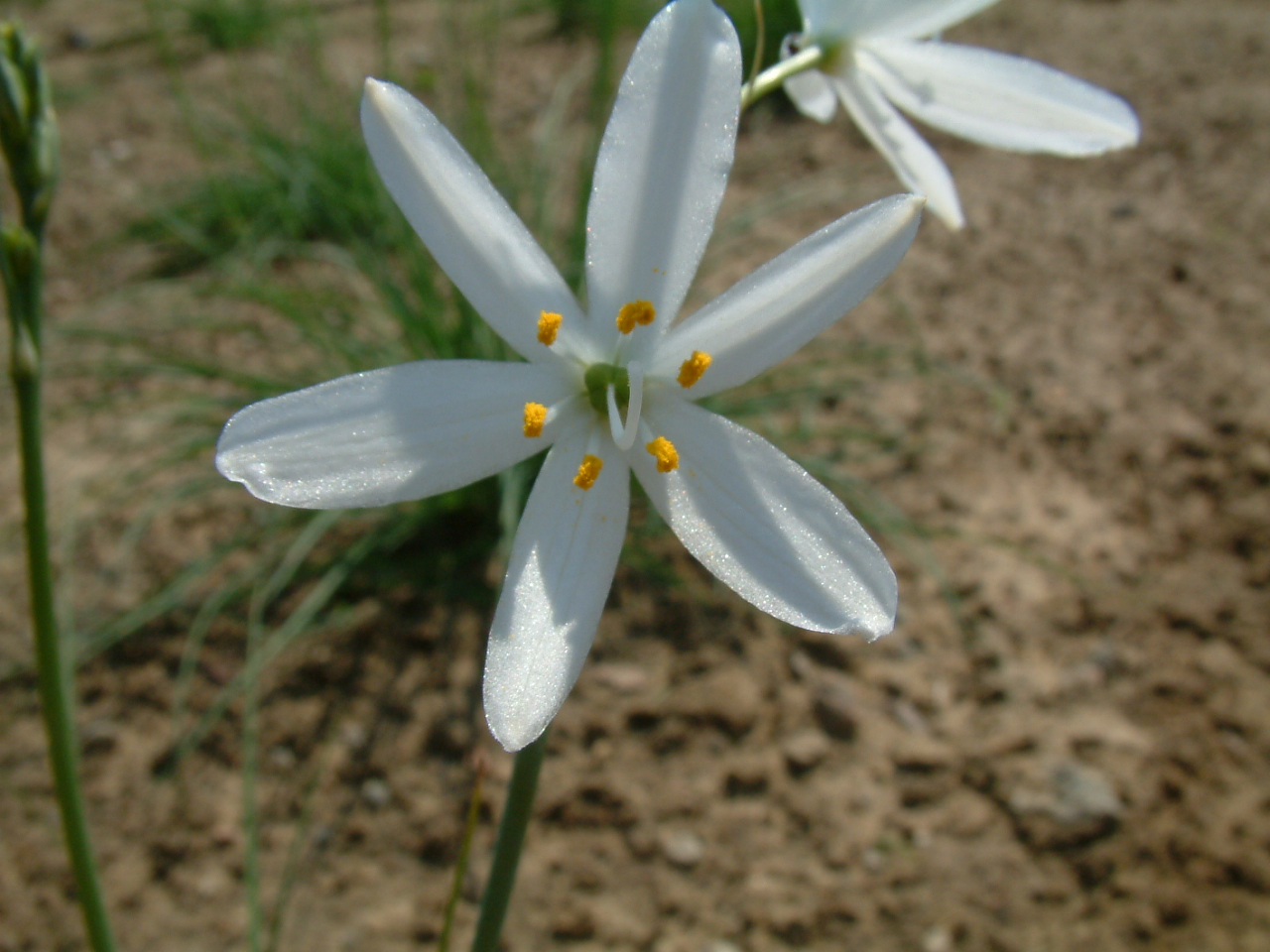
Anthericum lilago (Flor com um único pistilo)

Em botânica, monogynia  é uma ordem de plantas segundo o sistema de Linné. Apresentam flores hermafroditas com um único pistilo.
Está circunscrita nas seguintes classes:
| - Classe 1. Monandria - Classe 2. Diandria - Classe 3. Triandria - Classe 4. Tetrandria - Classe 5. Pentandria - Classe 6. Hexandria | - Classe 7. Heptandria - Classe 8. Octandria - Classe 9. Enneandria - Classe 11. Dodecandria - Classe 12. Icosandria - Classe 13. Polyandria |